# Roztoki (Lubusz)
Pour les articles homonymes, voir Roztoki.
Roztoki (prononciation : [rɔsˈtɔki]) est un village polonais de la gmina de Jasień dans le powiat de Żary de la voïvodie de Lubusz dans l'ouest de la Pologne.
Il se situe à environ 4 kilomètres à l'est de Jasień (siège de la gmina), 14 kilomètres au nord de Żary (siège de le powiat) et 37 kilomètres au sud-ouest de Zielona Góra (siège de la diétine régionale).
Le village comptait approximativement une population de 80 habitants en 2007.

## Histoire
Après la Seconde Guerre mondiale, avec les conséquences de la Conférence de Potsdam et la mise en œuvre de la ligne Oder-Neisse, le village est intégré à la République populaire de Pologne. La population d'origine allemande est expulsée et remplacée par des polonais.
De 1975 à 1998, le village est attaché administrativement à la voïvodie de Zielona Góra.

Depuis 1999, il fait partie de la voïvodie de Lubusz.